# Antonio M. Echavarren
Antonio M. Echavarren Pablos (Bilbao, 25 de mayo de 1955) es un químico español, cuya área de investigación se centra en la catálisis homogénea usando complejos basados en oro. Fue galardonado en 2023 con el Premio Rei Jaume I de Investigación Básica.

## Biografía
Obtuvo su tesis doctoral el año 1982 en la Universidad Autónoma de Madrid (tesis: Síntesis de sistemas antraciclinonicos basadas en reacciones de Deils-Alder regioespecíficas con hidroxiquinonas BI- y tricíclicas) y su postdoctorado en el Boston College (Estados Unidos). Es el líder de un grupo de Investigación en el Institut Catalá d'Investigació Química (ICIQ) situado en Tarragona.
Recibió en 2004 una medalla de la Real Sociedad Española de Química y en 2015 recibió un premio Arthur C.Cope Scholar de la American Chemical Society.
Desde el año 2018, es presidente de la Real Sociedad Española de Química.